# Frontière entre la Côte d'Ivoire et le Ghana
La frontière terrestre entre la Côte d'Ivoire et le Ghana est une frontière internationale d'une longueur de 668 kilomètres qui sépare la Côte d'Ivoire du Ghana en Afrique de l'Ouest.

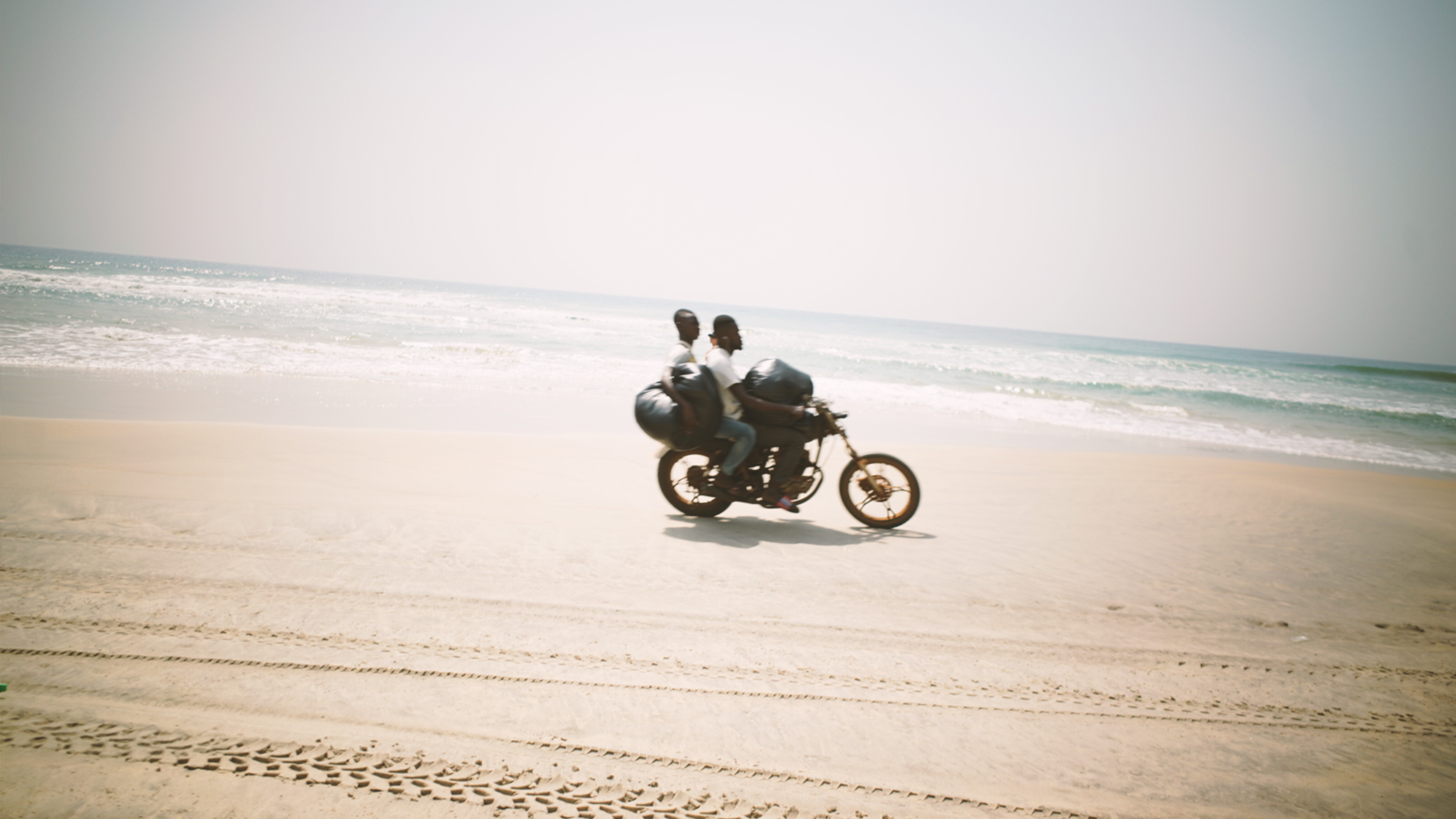
Transport de marchandises entre les deux pays par la plage du golfe de Guinée.